# Ильинская церковь (Киев)
Свято-Ильинская церковь (укр. Іллінська церква) — православная церковь в Киеве на Подоле. Построена в 1692 году на месте старой деревянной церкви.
Храм, признанный памятником архитектуры, находится в ведении Украинской Православной Церкви Московского патриархата.

## История
Деревянная Свято-Ильинская церковь — возможно является первым православным храмом Киевской Руси. Существование этой церкви летопись относит к временам ещё до Крещения Руси. В Повести временных лет говорится, что в 945 году, когда киевские послы после заключения договора с византийским императором Романом вернулись в Киев в сопровождении греческой делегации, христиан русских привели к присяге в: 
церкви Святаго Ильи, яже есть надъ Ручаемъ, конець Пасынъче бе седы, и Козаре: се бо бе соборная церков, мнози бо беша Варязи хрестияны.

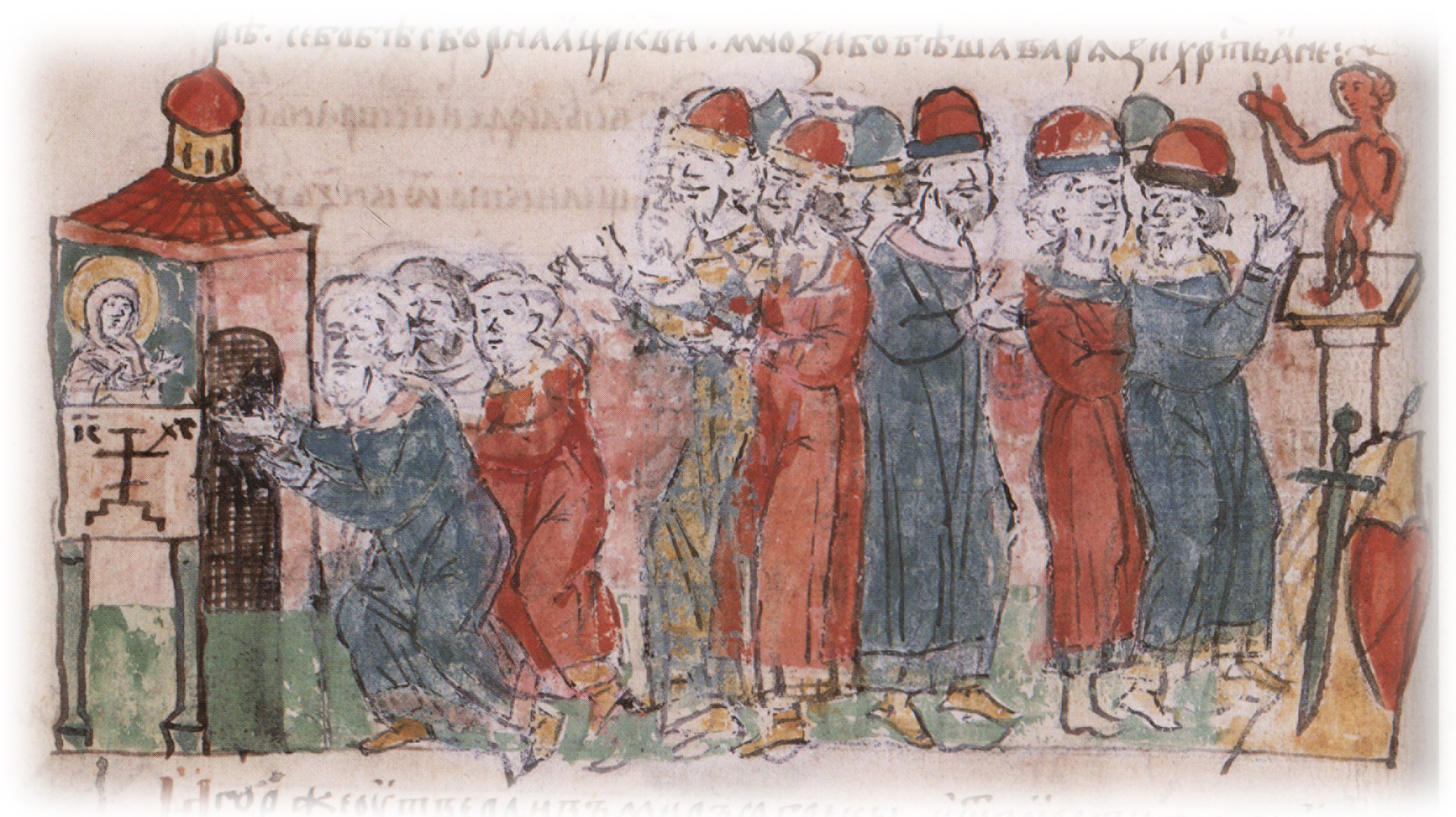
Присяга Игоря и его мужей-язычников на холме перед фигурой Перуна, а христиан — у церкви святого Илии при заключении договора с Византией 944 года. Миниатюра из Радзивилловской летописи, конец XV века

Согласно более позднему преданию, церковь Святого Ильи построена киевскими князьями Аскольдом и Диром. Будучи язычниками, князья предприняли поход на Константинополь. Защищаясь от врагов, горожане во главе с императором и патриархом обратились с молитвой к Богу и опустили ризу Божией Матери в море. Далее летописец повествует, что ниоткуда взявшаяся буря потопила корабли русов. Увидев такое чудо, князья Аскольд и Дир приняли крещение и вернувшись в Киев, построили церковь Святого Ильи.
Существуют предположения, что Крещение киевлян в 988 году совершилось именно около церкви святого Ильи, расположенной на Подоле на берегу рек Днепра и Почайны. Это место было самым удобным для крещения большой массы людей, ведь после крещения неофита необходимо ввести в церковь. В церкви святого Ильи в своё время молилась и княгиня Ольга.
О том, как выглядела церковь вначале, сведений не сохранилось. Допускают, что храм был деревянным.
В 1692 году на пожертвования мещанина Петра Гудимы, было построено каменное здание храма. Известно, что в течение многих поколений представители этой семьи были ктиторами этого храма. Храм того периода был небольшим сооружением, которому присущи лаконичность и четкость форм, подчеркнутых сдержанным внешним декором.
До наших дней сохранился портрет сына строителя храма — Ивана Гудимы. Как считает П. Билецкий, портрет написан к 100-летнему юбилею Ивана Гудимы для Ильинской церкви. На портрете есть надпись: «Гудимовым летам кто хочет дождати, Гудимовому житию изволь подражати». Сейчас портрет находится в музее изобразительного искусства города Киева.
В первой половине XVIII века была построена двухъярусная колокольня и установлены церковные врата в стиле украинского барокко, изготовленные киевским архитектором Григоровичем-Барским. В 1755 году полковой есаул Павел Иванович Гудима провел реконструкцию храма, в процессе которой был достроен Иоанно-Предтеченский придел. А его брат Федор принял священный сан и совершал служение в Ильинском храме в 1740-х годы.
В XIX веке в ведении Ильинской церкви были всего 16 дворов. Количество прихожан в тот период составляло всего 130—140 человек. В 1887 году по инициативе и на средства старосты храма Лазаря Черноярова заменили чугунный пол на теплый деревянный и провели паровое отопление. В 1904 году был капитально отремонтирован храмовый комплекс и написаны новые иконы. В 1909 году Ильинский храм снова ремонтировался. Были обновлены настенная живопись (43 образа), написан дошедший до нашего времени образ Покрова Пресвятой Богородицы под хорами над центральным входом в храм.
В 1930-е годы церковь пророка Ильи была закрыта большевиками и передана киевскому элеватору под склад зерна. Церковь была открыта во время Великой Отечественной войны. С тех пор по сегодняшний день в храме проводятся богослужения. В 1990-х годах был отреставрирован фасад храма и прилегающих к нему помещений, сделан новый иконостас, открыта воскресная церковно-приходская школа и крестильня.
При храме работает воскресная школа для взрослых и детей. Богослужения проходят в сопровождении двух певческих коллективов: хора студентов Киевской духовной академии и молодёжного хора храма.

### Альтернативная точка зрения
По мнению историка А. П. Толочко, в летописной статье 945 года содержится ошибка и речь идёт об Ильинской церкви в Константинополе — «Новой Церкви», возведённой Василием I Македонянином в императорском дворце (пророк Илия был покровителем правившей в то время в Византии Македонской династии). Константинопольская церковь святого Ильи не имела своего входа, так как была пристроена к служившей храмом-реликварием соборной церкви Богоматери Фаросской («при Маяке»), находившейся к северо-востоку от Большого императорского дворца и не сохранившейся до наших дней. Касательно Киева того времени, как отмечает А. П. Толочко, в источниках нет никаких других сведений о наличии в городе в то время не только церкви, но и христианской общины вообще, а археологам до сих пор не удалось обнаружить Ильинскую церковь в указанном летописцем месте. Мнение об ошибке летописца разделяет также Яна Малингуди. По мнению Ю. А. Артамонова, эта гипотеза не подтверждается источниками и противоречит прямому указанию «Повести временных лет», что клятва приносилась в присутствии византийских послов, которые прибыли в Киев.

## Устройство здания
Конструкция здания церкви выполнена из кирпича, является трехчастной и однокупольной. Судя по формам декора могла быть построена московским мастером. В 1718 году церковь пострадала во время пожара. Была перестроена в 1755 году. В это время к сооружению с севера пристроен придел Иоанна Предтечи. Пожар в 1811 году нанес значительный ущерб сооружению, после чего проведён очередной ремонт.
Композицией здание восходит к типу украинских трехсрубных церквей. Декор фасадов выполнен в традициях русской архитектуры XVII века. В первой половине XIX в. к церкви пристроен придел с юга и притвор с портиком в формах классицизма с запада. В 1957 году под наслоением живописи XIX и XX вв. были обнаружены фрагменты росписи XVIII века.
В нижнем ярусе храм оформлен утонченными полуколоннами, на которые опираются легкие треугольные фронтоны. Увенчивает здание карниз, на фризе которого размещены лепные розетки. Такой же карниз украшает барабан купола. Увенчивает купол небольшой декоративный фонарь с иконами, среди которых образы Спасителя, Божьей Матери, Иоанна Предтечи, пророка Илии и других святых.

## Описание церкви
Ансамбль Ильинской церкви является одним из архитектурных акцентов в застройке набережной Днепра и формирует первый план силуэта застройки Подола. Строения вокруг Ильинской церкви — колокольня, бурса, ворота и ограда — составляют единый архитектурный ансамбль.

### Внутренняя часть
На стенах храма размещено около 40 сюжетов, в тематике которых доминирует жизнеописание пророка Илии. В росписи алтаря центральной темой является Евхаристия. Главный образ — Иисус Христос.
На стенах Иоанно-Предтеченского придела размещено множество старинных икон.

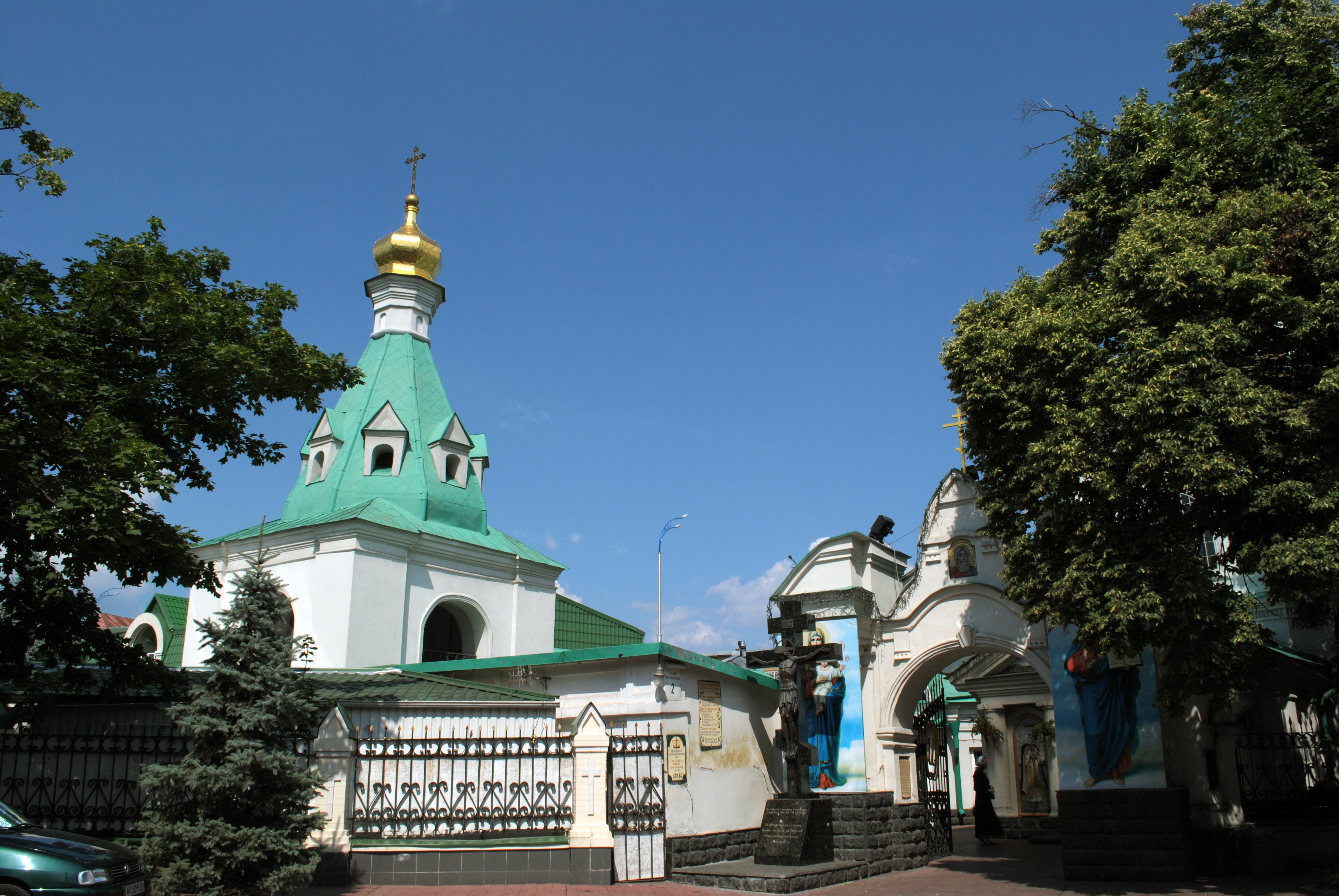
Колокольня Ильинской церкви
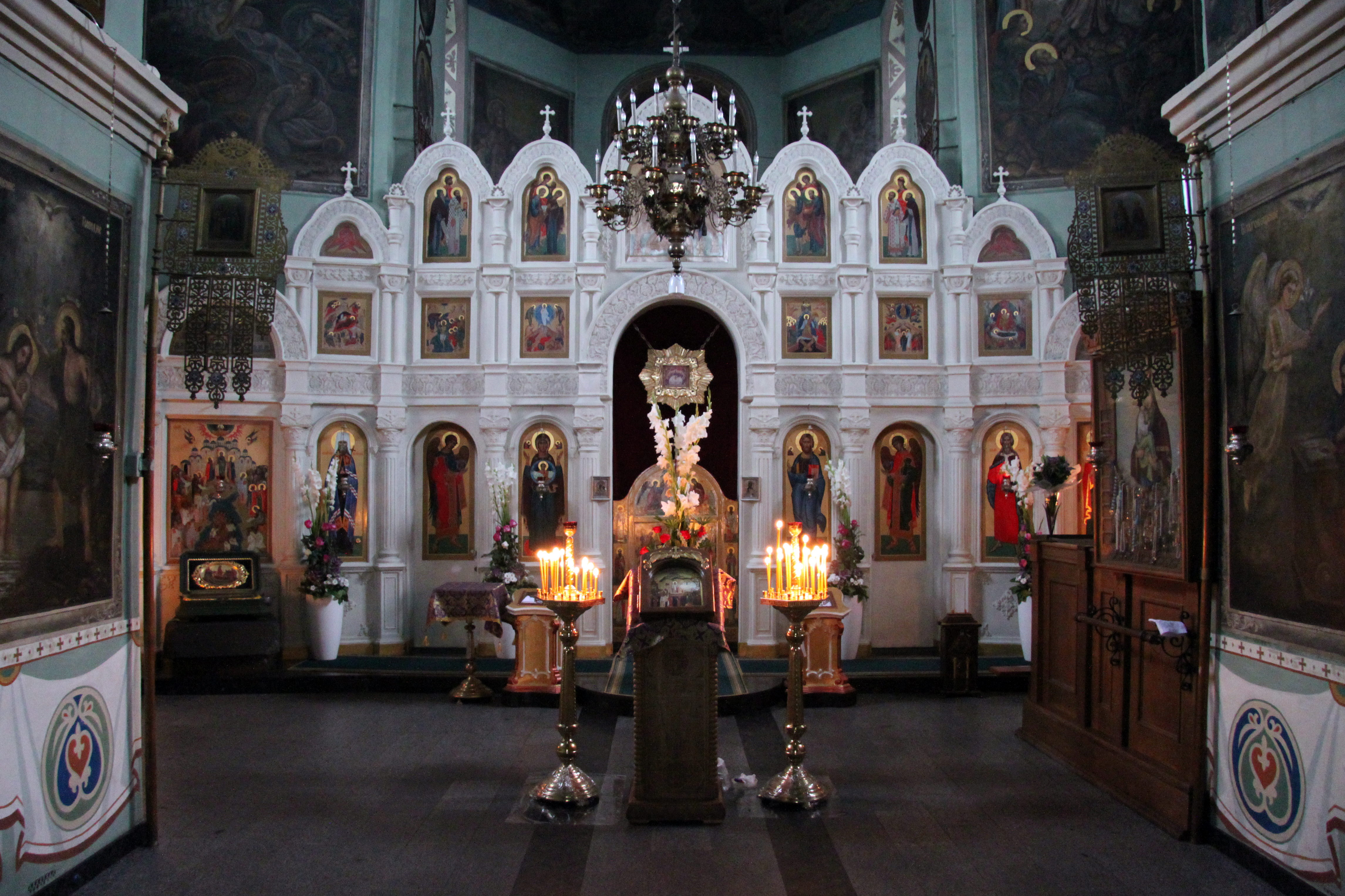
Иконостас
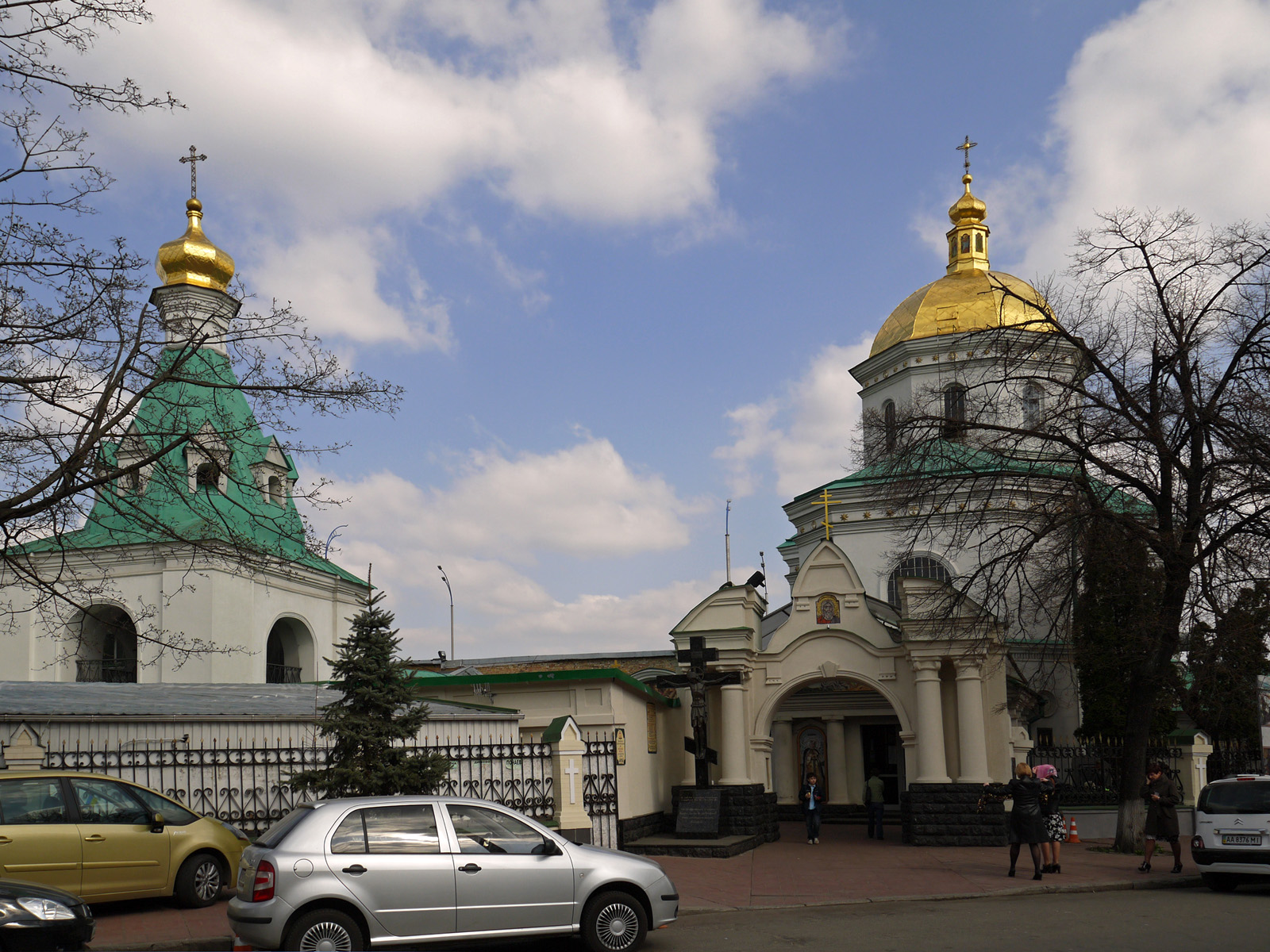
Общий вид церкви с колокольней
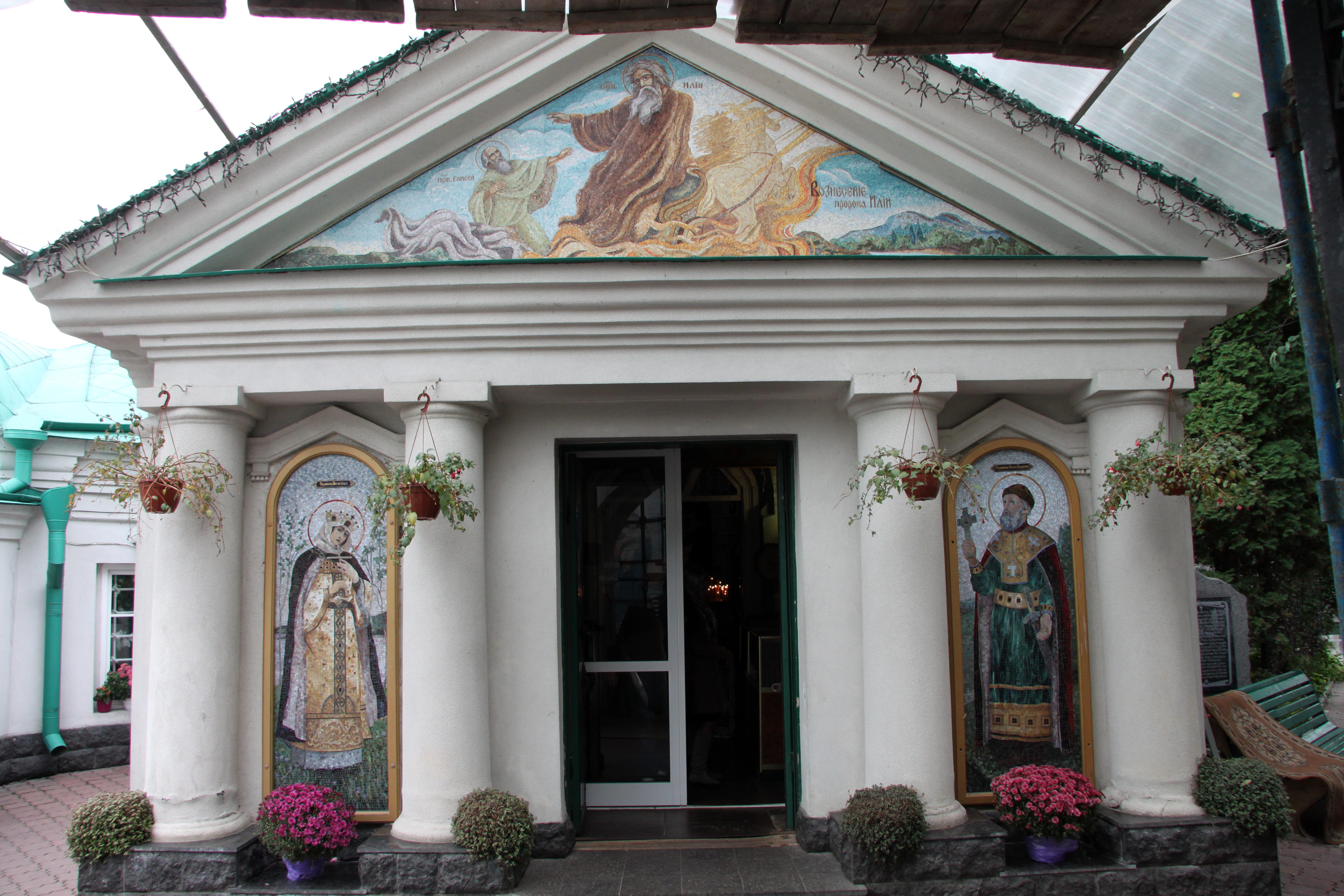
Вход в церковь

### Колокольня
Кирпичное квадратное в плане двухъярусное сооружение, перекрытое высоким кирпичным шатром. Архитектура носит черты русского зодчества XVII века, и, очевидно, как и колокольня церкви Николы Доброго, была построена одним из русских мастеров, работавших в конце XVII — начале XVIII вв. в Киеве. Судя по декору, этот же мастер строил и саму Ильинскую церковь.
В 1755 году колокольня была отремонтирована. Вновь колокольня подверглось ремонту после пожара 1811 года. Во время оккупации немецко-фашистскими захватчиками был поврежден шатер. Восстановлен в 1954 году.
В 1970 году колокольня и прилегающий к ней кирпичный корпус были реставрированы.

### Малая бурса
Здание одноэтажное кирпичное оштукатуренное. Фасад расчленен пилястрами и повторяющимися дверными проемами. Планировка секционная.

### Ворота и стены
Построены в 1755 году. Кирпичные в формах барокко однопролетные ворота, фланкированы парными колоннами композитного ордера и увенчаны разорванным фронтоном. Исследователи относят сооружение к кругу произведений И. Г. Григоровича-Барского.
С юга к воротам примыкает металлическая ограда, а с севера — кирпичный одноэтажный дом причта, построенный в 1888 году.